# كونستانس جابلونسكي
كونستانس جابلونسكي (بالفرنسية: Constance Jablonski)‏ (مواليد 17 أبريل 1991) عارضة أزياء فرنسية، في عام 2006 دخلت مسابقة إيليت لوك موديل الفرنسية. اعتبارا من عام 2010، أصبحت واحدة من الوجوه الجديدة من إستي لودر جنبا إلى جنب مع عارضتي الأزياء ليو ون وجوان سمول.

## نشأتها
ولدت كونستانس جابلونسكي في ليل، فرنسا. والدها من أصل بولندي، والدتها فرنسية. لها أخ أكبر منها سنا. قبل أن تصبح عارضة أزياء، أرادت أن تكون لاعبة تنس وكانت لاعبة تنافسية شديدة لمدة تسع سنوات.

## روابط خارجية
- كونستانس جابلونسكي على موقع IMDb (الإنجليزية)
- كونستانس جابلونسكي على موقع قاعدة بيانات الفيلم (الإنجليزية)
- كونستانس جابلونسكي على موقع كينوبويسك (الروسية)
- كونستانس جابلونسكي على موقع دليل عارضات الأزياء (الإنجليزية)
- كونستانس جابلونسكي في موديلز.كوم